# سیارک ۸۱۲۷
سیارک ۸۱۲۷ (به انگلیسی: 8127 Beuf، نامگذاری:1967HA) هشت هزار و صد و بیست و هفتمین سیارک کشف شده‌است که در ۲۷ آوریل ۱۹۶۷ کشف شد.